# Història de l'Uruguai

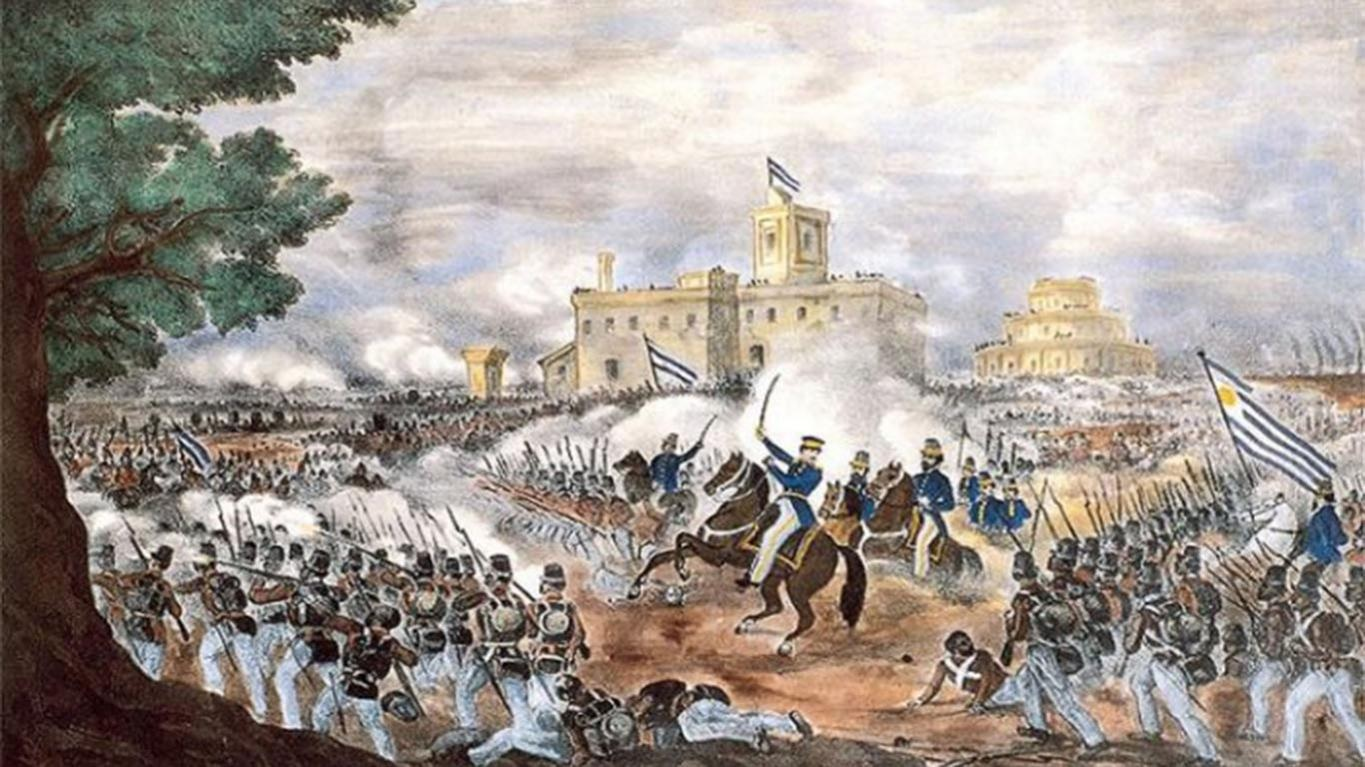
Batalla de Caseros.

La història de l'Uruguai és el període que comprèn els fets històrics més rellevants de l'actual República Oriental de l'Uruguai des d'abans de la colonització espanyola fins a la data. Es divideix en etapes diferenciades: prehistòria, període precolombí, època colonial (Banda Oriental), creació de la Província Oriental, Invasió Portuguesa (Província Cisplatina), independència, Guerra Gran (1839-1852), Guerra contra el Paraguai, modernització (separació d'església i estat), dictadura  Dictadura militar de l'Uruguai (1973-1985)  tornada a la democràcia, i primer govern socialista (2005-2010) amb la presidència de Tabaré Vázquez pel partit polític d'esquerra, Front Ampli.

## Orígens

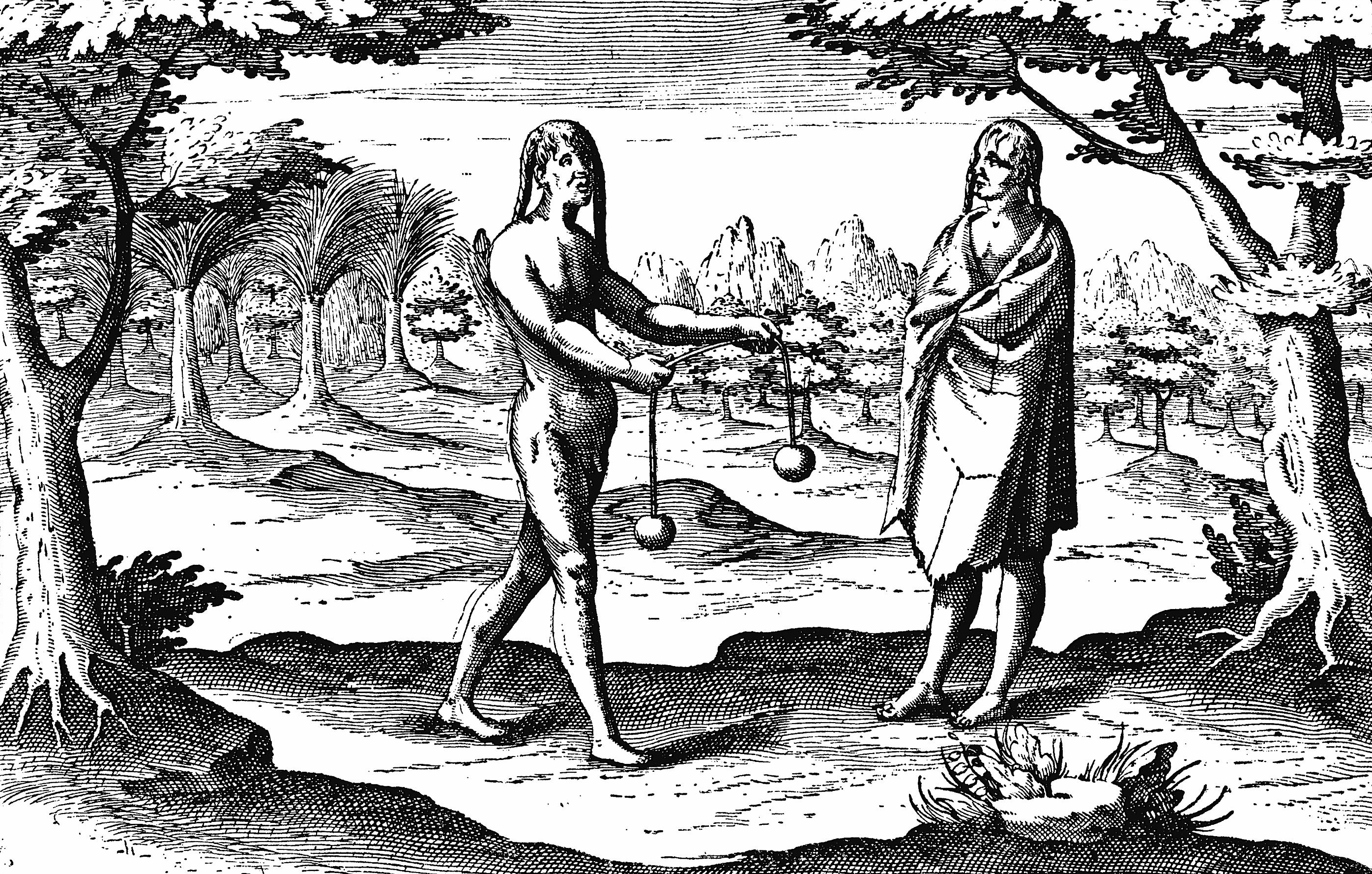
Riu de la Plata, ca. 1600.

Abans de les exploracions espanyola i portuguesa, el territori estava poblat per algunes ètnies indo-americanes nòmades, d'entre les quals destaquen la charrúa i la guaraní.
Els primers assentaments europeus van ser els de Villa Soriano, Colonia del Sacramento i Montevideo. Els espanyols es van assentar a partir del 1726, any en què es produeix la fundació de Montevideo, degut a l'avanç de les tropes portugueses a través de l'actual territori uruguaià i a la fundació de ciutats per aquests.
La ciutat de Montevideo es va fundar amb caràcter militar i mercantil, i va ser una important plaça militar dels dominis realistes de l'Imperi Espanyol al sud durant el segle xviii i el principal port de l'estuari de la Plata. La importància de Montevideo com a principal port del Virregnat del Riu de la Plata li va ocasionar en diverses ocasions enfrontaments amb la capital del virregnat, Buenos Aires.
El 1798 i entre el 1806 i 1807 es produeixen les invasions angleses. Les tropes de Montevideo i de Buenos Aires van repel·lir juntes els atacs de la flota anglesa (la primera comandada pel Comodor Sir Home Riggs Popham i la segona per l'Almirall Sir Charles Stirling) vinguda a conquerir els territoris del Plata. A la Revolució de Maig de 1810 i durant l'aixecament revolucionari de les províncies del Plata, Montevideo es manté fidel a les autoritats espanyoles.
Al començament del segle xviii, van sorgir moviments d'independència a Sud-amèrica. El territori de la Banda Oriental - sota el poder de Buenos Aires -, i que era l'antic nom de l'Uruguai, va ser reclamat per l'Imperi del Brasil influït per interessos de la corona portuguesa. El Brasil va annexar el territori el 1821, després d'una invasió per part de Portugal el 1816, però Uruguai va declarar-ne la independència el 1825 i el 1828 - amb la Convenció Preliminar de Pau de Rio de Janeiro i amb interessos del Regne Unit - es va convertir en un país independent, sota tutela dels seus dos poderosos veïns fins a l'any 1830, quan adquireix la sobirania plena i absoluta.
Uruguai va experimentar inestabilitat política i econòmica durant el segle xix. Després de la Segona Guerra Mundial l'economia es va col·lapsar en diverses ocasions i el govern va començar a perdre el suport ciutadà. Els Tupamaros, un grup radical d'esquerra, va reaccionar a la crisi amb violència i va provocar la repressió per part del govern i la suspensió dels drets individuals. Finalment, el 1973, l'exèrcit va prendre el poder, donant inici a un període d'11 anys de dictadura militar en un país que havia estat una democràcia estable. El 1984 la democràcia va ser restaurada.

## Obra de José Gervasio Artigas

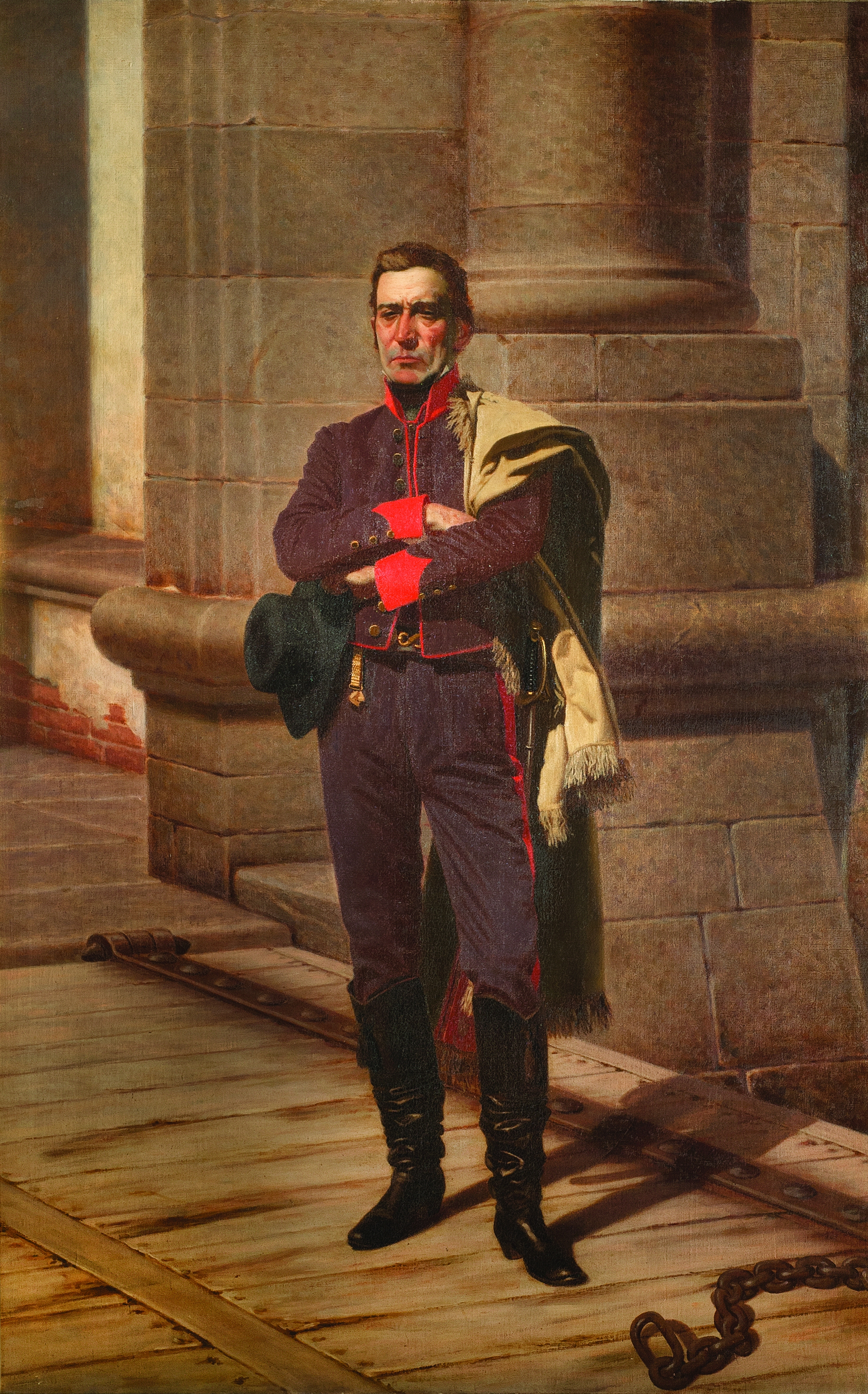
Artigas en la Ciudadela, per Juan Manuel Blanes, 1884.

La figura de José Gervasio Artigas, pròcer nacional, roman en la memòria històrica de l'Uruguai. Artigas, nascut a Montevideo durant l'època colonial espanyola, va militar durant els seus primers anys al costat de les Forces Armades del Virregnat del Riu de la Plata, sota el control i l'administració de Buenos Aires en representació de la Corona d'Espanya.
Després de ser influït per la Il·lustració i altres texts independentistes - molts d'ells provinents dels Estats Units -, va liderar un moviment de resistència contra el govern unitari de Buenos Aires i va crear un poder autònom que va anomenar Província Oriental, i aquesta, al seu torn, dins d'un grup de territoris coneguts com a Províncies Unides del Riu de la Plata o Lliga Federal.
El seu sistema federalista, que li va valer el nom de "Protector dels Pobles Lliures", consistia a donar-li a cada província del Plata, un govern autònom i una Assemblea pròpia, aliena a Buenos Aires. En aquesta època, la Província Oriental (actual Uruguai) formava part del seu pla d'integració, al costat d'altres províncies com Entre Ríos, Misiones, Córdoba i Santa Fe. En totes elles va tenir nombrosos aliats i enemics poderosos que van donar ordre de captura i mort per trair la "Pàtria".
Si bé la Lliga Federal va fracassar i Artigas va ser derrotat i exiliat al Paraguai, on va morir el 1850, la seva tasca va ser molt important per l'inici de moviments de caràcter independentista que van provocar, més endavant, l'autodeterminació de molts pobles respecte a Espanya i Portugal.

## Invasió portuguesa i naixement de la Província Cisplatina

Bandera de la Província Cisplatina, sota domini del Regne Unit de Portugal, Brasil i l'Algarve i després del Brasil entre 1821 i 1825.

La Província Cisplatina (és a dir "Província d'aquest costat del Riu de la Plata" des de la perspectiva del Regne Unit de Portugal, el Brasil i l'Algarve) és el nom donat pels invasors portuguesos a la llavors Província Oriental creada per Artigas. Aquesta denominació es va mantenir durant la seva ocupació en mans de l'Imperi del Brasil entre 1824 i 1827, quan el front terrestre de l'exèrcit combinat de 8.000 homes provinents de les altres Províncies Unides del Riu de la Plata, sumats als de la Província Oriental, va ser el que va vèncer en la batalla d'Ituzaingó a les forces imperials el 20 de febrer de 1827, segellant la reincorporació del territori a les Províncies Unides, declarada el 1825 al Congrés de la Florida. La Guerra Cisplatina va concloure oficialment el 1828, amb la signatura del Tractat de Montevideo de 1828.
Portugal va justificar la incorporació de la província a través de l'"aclamació general" d'una Assemblea de "notables" orientals (de la que formava part Fructuoso Rivera) el 18 de juliol de 1821, tractant-se d'addictes a les tropes d'ocupació. També es van fixar els límits: per l'est l'oceà Atlàntic, pel sud el Riu de la Plata, per l'oest el Riu Uruguai i pel nord el riu Cuareim fins a la Cuchilla (les cuchillas, a l'Uruguai, són cadenes de turons) de Santa Ana. Amb aquesta delimitació, territoris tradicionalment pertanyents a l'antiga Banda Oriental van ser annexats a la jurisdicció de Rio Grande do Sul.

### 1830: Independència i primera presidència de Rivera

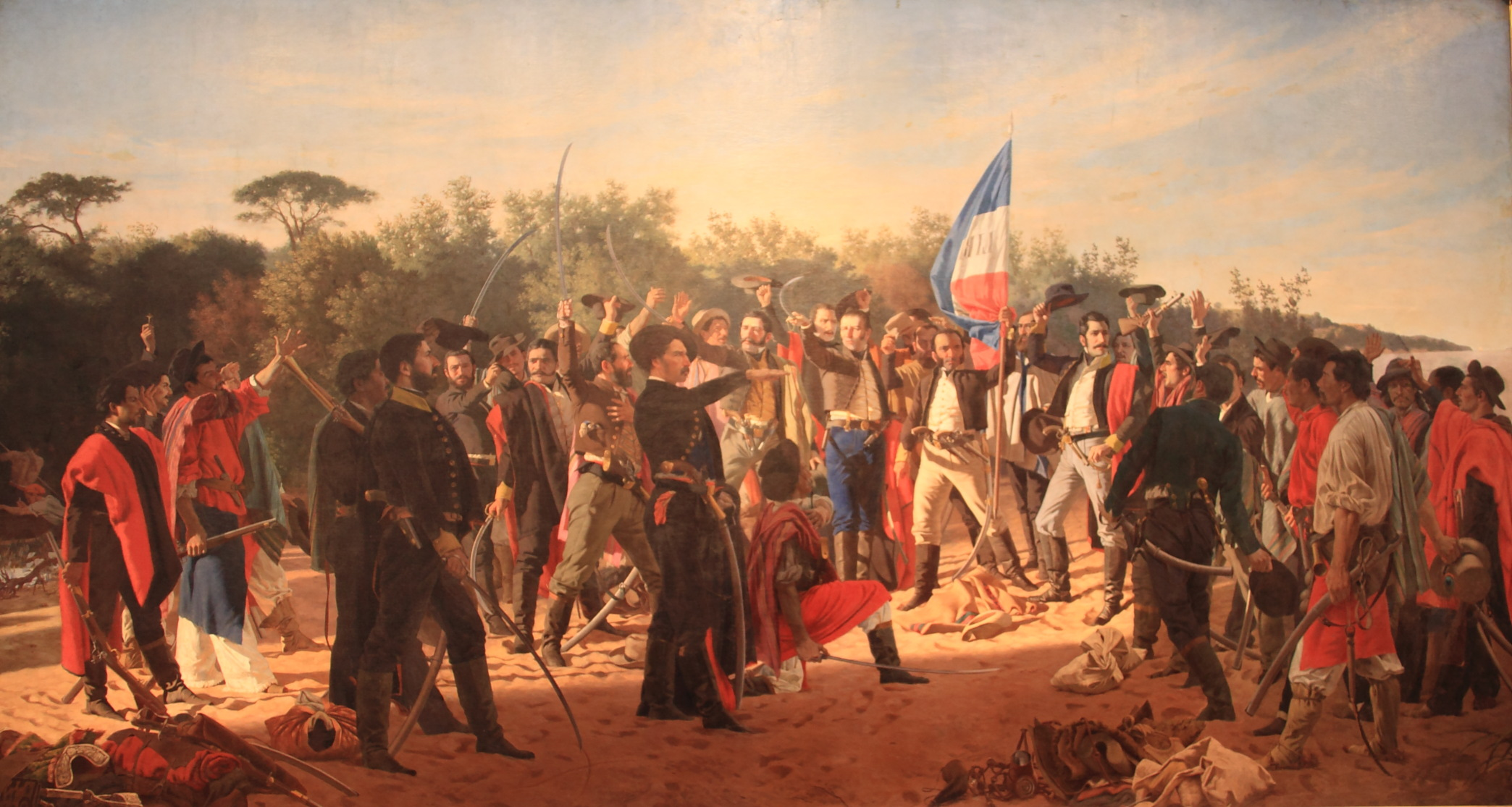
Desembarcament dels Trenta-Tres Orientals, per Juan Manuel Blanes.

Bandera de l'Uruguai (1828-1830).

Després del desembarcament dels Trenta-Tres Orientals, el 19 d'abril de 1825, liderats per Juan Antonio Lavalleja, a la platja de l'Agraciada (al departament de Soriano), i els successius combats i enfrontaments contra els invasors portuguesos i brasilers, la llavors Província Cisplatina es va veure seriosament amenaçada i no hi va haver cap altra opció per cedir davant dels revolucionaris orientals, recolzats pel govern argentí. Com a resultat, es va firmar un armistici, el 1828, que va posar fi a les hostilitats, i que es coneix com a Convenció Preliminar de Pau.
En l'esmentada convenció, es va acordar que la Província Cisplatina o Oriental, tingués un govern propi i sobirà, per a així evitar una nova guerra d'interessos entre les dues potències veïnes: l'Argentina i el ja independent Brasil.
La història uruguaiana, en general, sosté que l'heroi màxim de la guerra contra els brasilers va ser Juan Antonio Lavalleja, cap dels Trenta-Tres Orientals, fet que, després del Tractat Preliminar de Pau, va motivar que el govern del nou Estat recaigués en algú més acceptable per a l'Imperi del Brasil, Rivera.
Va governar constitucionalment com a President de la República entre el 6 de novembre de 1830 i el 24 d'octubre de 1834. Durant aquest primer període de govern va afrontar els greus problemes d'un Estat naixent amb instruments inadequats per resoldre'ls. D'altra banda, Lavalleja va intentar recuperar el comandament que se li havia atorgat el 14 de juny de 1825 al Congrés de la Florida però, amb el suport brasiler, Rivera va poder derrotar-lo.
El primer problema que va haver d'afrontar era que l'Estat mancava d'eficàcia a nivell de l'Administració Pública; hi havia organismes per crear, funcions per atribuir responsabilitats per delegar, afegit a la falta de persones capacitades per desenvolupar tasques de govern. En segon lloc, el nou Estat havia de fer atenció preferentment a les seves relacions internacionals. Era necessari consolidar la independència amb un tractat que reemplacés la Convenció Preliminar de Pau i era primordial la fixació amb precisió dels límits perillosament indefinits amb Brasil. En tercer lloc, l'Estat ja naixia amb deutes.
El cabdill no era home d'Estat, ni entenia de problemes d'administració. La seva força arrelava en la vinculació personal amb la gent de camp, per això va abandonar el poder formal de l'Estat a mans dels "doctors". Al seu torn, aquests van intentar establir una organització estatal per mitjà de recursos formals (lleis i decrets), però el país real escapava a la seva voluntat perquè mancava la força política per imposar-la. El resultat va ser desordre i lentitud en l'organització administrativa del país naixent.

## 1839 - 1851: Guerra Gran i naixement de la identitat nacional

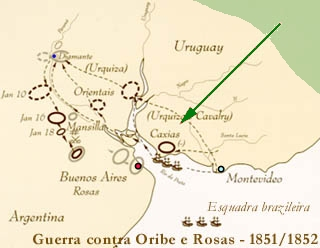
Moviment de tropes finals de la guerra, en verd, tropes brasileres, i forces d'Urquiza, fins a la batalla de Caseros.

La Guerra Gran va ser un enfrontament intern ocorregut a l'Uruguai entre 1839 i 1851, entre faccions nacionals (federals) i del Partit Colorado (unitaris) recolzades pels respectius partits de la Confederació Argentina, a més de la intervenció final del Brasil.
Va començar per ser un conflicte de bàndols entre Fructuoso Rivera i Manuel Oribe en l'Estat Oriental, on el sentiment nacional era encara molt feble i s'era blanco o colorado abans que uruguaià. L'enfrontament es va deure a les diferències entre ambdós, de com encarar la conducció del nou país que es trobava amb molts problemes.
I encara, en un tercer nivell, que va amplificar i va prolongar la guerra, van entrar les primeres potències europees de l'època: Anglaterra i França, en defensa dels seus propis interessos comercials i polítics, recolzant per això obertament a l'anomenat govern de la defensa de Montevideo (colorado), presidit per Joaquín Suárez, un dels signataris de la declaració d'independència.
Després de gairebé dotze anys de guerra, on va estar en perill la sobirania uruguaiana, i després d'una invasió conjunta de forces brasileres, "coloradas" i "unitàries" que constituïen el conegut com "Ejército Grande", es firma la pau, el 8 d'octubre de 1851. El tractat va establir: "no hi haurà vençuts ni vencedors". El 12 d'octubre es firmen els cinc tractats entre el govern brasiler i el de "la Defensa", amb motiu del suport brindat pel Brasil.
En finalitzar l'enfrontament, el país uruguaià era a la ruïna. Es va produir un descens en la població (molts uruguaians es van veure forçats a buscar refugi a l'Argentina, encara quan els "blancos" també eren mal vistos pels "unitaris" que amb ajuda dels brasilers i "colorados" havien triomfat a l'Argentina després de la batalla de Casero), i als sectors més populars es va accentuar la pobresa. El 80% de la població romania en l'analfabetisme. D'altra banda, en matèria econòmica la ramaderia estava enfonsada, igual com la indústria del cuir i la carn. L'Estat va haver de fer front a grans deutes contrets amb Brasil, França, Anglaterra i amb particulars producte de les desmesurades despeses en matèria militar.
El sentiment nacional s'havia imposat al partidari i es responsabilitza els cabdills. La fusió dels partits que tots veien com a l'única garantia de pau interna i internacional, va ser la materialització d'aquest nacionalisme i el naixement de la identitat uruguaiana.

## Guerra de la Triple Aliança contra Paraguai

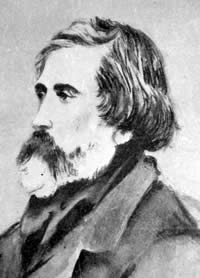
Venancio Flores, president de l'Uruguai durant la Guerra de la Triple Aliança.

Amb l'assumpció de Venancio Flores de la presidència de l'Uruguai, després de succeir Fructuoso Rivera, el país se submergiria en una sèrie d'aliances, producte d'interessos polítics que l'Argentina i el Brasil tenien amb el govern de Flores i viceversa.
Tradicionalment, al Brasil li interessava mantenir un cert tipus de control, directe o indirecte, sobre l'antiga Banda Oriental. Els més partidaris de mantenir aquesta influència eren els grans propietaris ramaders de Rio Grande do Sul, que estaven acostumats a travessar la frontera per portar a pasturar el bestiar a l'Uruguai, on molts d'ells hi tenien terres. Aquesta influència brasilera augmentarà en gran manera posteriorment a la Guerra Gran contra Rosas.
L'Uruguai havia fet una aliança molt desfavorable amb el Brasil, cedint drets territorials, hipotecant les duanes i permetent el lliure moviment de bestiar pel seu territori sense cobrar-los impostos. Aquestes disposicions, i l'empobriment de l'Uruguai en la dècada de 1850 a conseqüència de la Guerra Gran, van facilitar l'entrada massiva al país de capital i propietaris brasilers.
Fins al 1855 hi havia a l'Uruguai un destacament permanent de 5.000 soldats de l'exèrcit brasiler, que es convertia així en una regió depenent del Brasil. Els residents brasilers a l'Uruguai eren uns 20.000, propietaris de gairebé un terç del territori nacional, normalment les millors terres. La guerra civil permanent entre blancos i colorados, feia que molts d'aquests propietaris demanessin compensacions al govern uruguaià, i si llurs exigències no eren satisfetes, recorrien al govern brasiler perquè els ajudés. Això provocava un clima d'enfrontament amb els uruguaians, que volien recuperar els drets de duanes i gravar amb impostos el pas fronterer de bestiar. El conflicte s'anava gestant. Així, el 1853, es decreta l'abolició de l'esclavitud a l'Uruguai, fet que suposava una amenaça directa pels propietaris brasilers que havien introduït esclaus al país.
Aquest domini brasiler sobre l'Uruguai el personifica Irineu Evangelista da Souza. Irineu s'havia convertit en l'home més ric del Brasil subministrant material de guerra als brasilers i aliats durant la Guerra Grande. Un cop finalitzada la guerra, va rebre diverses concessions comercials per part del govern colorado pro-brasiler. A més, el govern uruguaià, per compensar els diners que li devia, va nomenar-lo recaptador de les duanes del país.
El 1860 els blancos arriben al poder mitjançant una nova guerra civil. Irineu, que ja havia previst la situació establint amb anterioritat contactes amb els blancos, va aconseguir que les seves propietats fossin respectades. El nou govern uruguaià es negà a ratificar els tractats de 1851 amb Brasil. Cal recordar que durant la dècada de 1860 el govern brasiler estava format per liberals, aliats tradicionals dels colorados uruguaians. Així, a principis de la dècada de 1860 el govern uruguaià es trobava sota l'amenaça de l'oposició interna colorada, del Brasil i de l'Argentina. El darrer recurs consistirà a demanar ajut al Paraguai, situació que desembocarà en la Guerra de la Triple Aliança.

## Segle XX

### Modernització de l'Uruguai: la separació entre Església i Estat, i la tasca delbatllisme

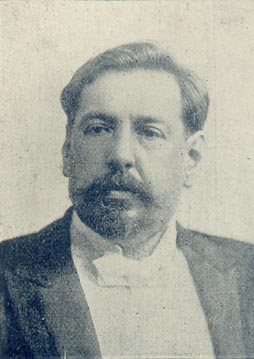
José Batlle y Ordóñez, fundador del corrent polític del batllisme.

El batllisme, amb la seva política nacionalista, la seva legislació social avançada (amb tints radicals per moments), la seva economia dirigida amb una especial cura pels equilibris macroeconòmics, va aconseguir forjar una societat mesocràtica excepcional a Amèrica Llatina, la "Suïssa d'Amèrica", al record del qual encara s'aferren els nostàlgics.
Va ser mèrit de Batlle, i en especial dels seus continuadors (Claudio Williman, Baltasar Brum, José Serrato, Juan Campisteguy, Gabriel Terra (vegeu Dictadura de Terra), Alfredo Baldomir, entre molts d'altres), el mantenir el model en el primordial, malgrat retrocessos coneguts popularment com "L'alt de Viera" -detenció de les reformes durant la presidència de Feliciano Viera- o derrotes circumstancials (com la pretensió d'instaurar un Poder Executiu Col·legiat), a través de 30 anys d'intensa vida política, en molts dels quals el "batllisme" hagués mancat de les majories parlamentàries que hagués necessitat.
Quan Batlle y Ordóñez va morir el 1929, l'Uruguai era un país essencialment diferent al de 1903, quan va accedir per primera vegada a la presidència. Una societat fortament laica, integrada, amb aspectes principals de l'economia a les mans de l'Estat, com el monopoli dels segurs (Banc d'Assegurances de l'Estat - 1911), creació del Banc Hipotecari de l'Uruguai (1912), monopoli de l'energia elèctrica i del servei telefònic a través de UTE (Usinas i Telèfons de l'Estat, posteriorment Usinas i Transmissions Elèctriques, 1912) nacionalització del Banco de la República Oriental del Uruguay (1911), amb una legislació social notablement avançada (jornada laboral de vuit hores, llei de prevenció d'accidents de treball, protecció al treball de dones i nens, descans setmanal obligatori, pensió a la vellesa i a la indigència, empara als desocupats, dret de vaga, etcètera) i una legislació social de similars característiques (llei de divorci, protecció als drets dels fills naturals, etcètera) una notable extensió de l'ensenyament (creació dels liceus, instal·lació del Ministeri d'Instrucció, de la Comissió Nacional d'Educació Física, creació de la Universitat de Dones, noves facultats -Enginyeria, Arquitectura, Agronomia, Química, Veterinària-, instal·lació d'escoles i liceus nocturns per als treballadors) i un sistema electoral depurat que, malgrat les seves limitacions i defectes, va permetre que el país transités en pau durant 30 anys; i tot això només durant les dues presidències de José Batlle y Ordóñez (1903 -1907, 1911 -1915) al que s'ha de sumar una gran tasca posterior dels seus continuadors, així com de legisladors nacionalistes i socialistes, entre d'altres.

### Prosperitat econòmica i financera. La Suïssa d'Amèrica
A finals del segle xix el país havia completat la seva organització i durant l'etapa batllista va consolidar la seva democràcia i va assolir alts nivells de benestar, equiparables als europeus. A causa d'això, l'Uruguai va començar a ser conegut internacionalment com "la Suïssa d'Amèrica". Uruguai va ser el primer país a establir per llei el dret al divorci (1907) i un dels primers països al món en establir el dret de les dones a sufragar. A més, va ser la primera nació del món que, seguint els postulats de José Pedro Varela, va establir per llei un sistema educatiu gratuït, obligatori i laic (1877). Amb la reforma i el nou pla educatiu de la mestra uruguaianocatalana Enriqueta Compte y Riqué, es crea el primer Jardí d'Infants de Sud-amèrica (1892).
A la bonança econòmica donada per les conseqüències de la Primera Guerra Mundial, quan es va començar la industrialització del país, on per anys es va deixar d'importar productes manufacturats europeus i a fabricar-se al territori nacional, tenint una de les taxes de desocupació més baixes. A tot això es va sumar, l'edifici més alt d'Amèrica Llatina el 1925, Palau Salvo, l'excel·lent infraestructura, sanitat i educació amb nivells superiors als països europeus i a molts països de l'Amèrica Llatina en desenvolupament, les seves universitats públiques, l'estadi més gran del món (Estadio Centenario), els serveis públics estatals, (electricitat, telèfons, gas, tramvies, ferrocarrils, aigua corrent, entre d'altres), el Peso uruguaià que tendia a apreciar-se davant el dòlar americà, noves institucions públiques, el triomf als campionats de futbol als Jocs Olímpics (París 1924 i Amsterdam 1928) i els mundials de futbol de 1930 (la seu del qual va ser la ciutat de Montevideo) i 1950, al Brasil (Maracanazo), gestes que van contribuir a perpetuar el mite de l'"edat d'or" de l'Uruguai.
Essent president des de l'1 de març de 1931, es va oposar des d'un principi a la Constitució de 1917. El 31 de març de 1933, amb el suport de la policia i del Cos de Bombers, dirigits pel seu cunyat Alfredo Baldomir, l'Exèrcit, i el sector majoritari del Partit Nacional, dirigit per Luis Alberto de Herrera, va donar un cop d'estat, conegut com la "Dictadura de Terra", pel qual es va dissoldre el Parlament i es va censurar la premsa.

### Dictadura de Terra
Gabriel Terra Leivas va donar un cop d'estat i instaurar un govern de caràcter conservador, autoritari i antiliberal al qual es van oposar el batllisme i l'esquerra i va exercir el comandament fins al 19 de juny de 1938, trencant les relacions diplomàtiques amb l'URSS el 1935 i reconeixent el govern de Francisco Franco el 1936. El general Alfredo Baldomir Ferrari, el seu successor, va dissoldre el Congrés el febrer de 1942 i va aprofundir les relacions amb les potències de l'Eix, donant refugi al cuirassat Admiral Graf Spee, al que finalment va haver de forçar la sortida del port de Montevideo.

### Deteriorament econòmic

Bandera dels Tupamaros.

Cap a 1955 es va iniciar una crisi econòmica que va afectar també les institucions públiques polítiques. Durant la dècada de 1960 hi va haver un procés de deteriorament social i econòmic amb un notable augment de l'organització massiva dels sectors populars encapçalats per partits d'esquerra (sobretot pel PSU), per la classe obrera i per la lluita reivindicativa dels estudiants. També es va registrar l'activitat d'altres grups, entre els quals destaquen els "Tupamaros" que es van inclinar per la lluita armada a través de la guerrilla urbana. La major organització i força del moviment popular va ser enfrontat per altres organitzacions d'extrema dreta, com la Joventut Uruguaiana de Peu (JUP). Les Forces Armades, encoratjades per sectors de l'oligarquia van ser assumint protagonisme i en mig de la crisi social, econòmica i política que vivia el país, (9 de febrer de 1973) condueixen a un cop d'estat cívic - militar.

### 1973 - 1985: Cop d'Estat i dictadura militar

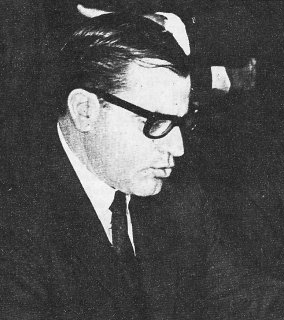
Juan María Bordaberry, president durant els primers anys de la dictadura.

El 27 de juny de 1973 el llavors president Juan María Bordaberry, dissol el parlament amb el suport de les Forces Armades i crea un Consell d'Estat amb funcions legislatives, de control administratiu i amb encàrrec de projectar una reforma constitucional "que reafirmi els principis republicans-democràtics", restringeix la llibertat d'expressió de pensament i faculta les Forces Armades i Policials per assegurar la prestació ininterrompuda dels serveis públics.
Aquest cop i el seu Consell d'Estat resultant es va veure immediatament resistit per gran part de la ciutadania i per la totalitat dels treballadors agrupats a la Convenció Nacional de Treballadors (CNT), així com pel Moviment Estudiantil, principalment representat per la Federació d'Estudiants Universitaris (FEUU) de la Universitat de la República, qui van realitzar una vaga general de 15 dies de durada, la més llarga de la història fins al moment.
Les Forces Armades van detenir dirigents tupamaros i altres ciutadans sense posició política acusant-los de sedició durant tot el temps que va durar la dictadura militar, és a dir, fins i tot 1985, així com (durant breus lapses) a connotats dirigents dels partits polítics tradicionals com Jorge Batlle Ibáñez i Luis Alberto Lacalle, els qui posteriorment serien Presidents de la República amb la tornada a la democràcia.
Els integrants de partits considerats "d'Esquerra" van ser reclosos en incomunicació gairebé total i van sofrir pressions físiques i psicològiques (comprovats posteriorment per organismes com la Creu Roja Internacional), mentre que els dels partits tradicionals van ser alliberats, sense deixar per això de ser sospitosos a tota hora i sotmesos a vigilància permanent. A les presons uruguaianes van morir prop d'un centenar de presoners polítics i continuen desaparegudes unes altres 140 persones.
El 1976, en acabar Bordaberry el seu mandat constitucional, davant de la convicció que el caos polític que havia viscut el país era responsabilitat del seu sistema polític, proposa a la Junta de Comandants a Cap de les Forces Armades una reforma del sistema institucional del país, eliminant els partits polítics i substituint-los per "corrents d'opinió" en un sistema d'estil corporativista, idea que no és compartida pels militars que decideixen rellevar-lo del càrrec. Mentre continuava la persecució dels "sediciosos", Bordaberry és reemplaçat pel llavors president del Consell d'Estat, Pedro Alberto Demicheli, qui suspèn les eleccions previstes per a novembre i és allunyat del càrrec aquell mateix any, assumint la presidència per un període de cinc anys Aparicio Méndez, Ex Ministre de Salut Pública.

### Tornada a la democràcia

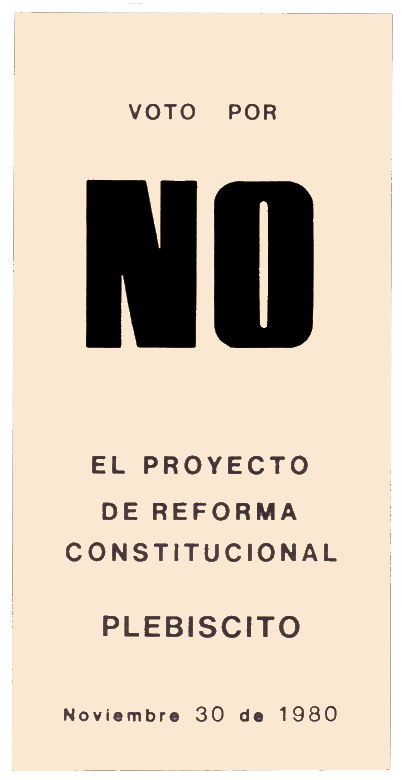
Papereta pel NO a la reforma constitucional plebiscitada.

El 30 de novembre de 1980 la ciutadania rebutja el projecte de reforma constitucional proposat pel règim dictatorial, començant a un lent procés d'obertura política. L'1 de setembre de 1981 assumeix la presidència el general Gregorio Álvarez, qui el 1984 convoca a eleccions, si bé amb ciutadans i partits polítics proscrits. Després de realitzar-se aquell mateix any, surt triomfant el Partit Colorado. Durant els primers dies de 1985 Álvarez deixa el comandament a les mans del President de la Suprema Cort de Justícia en exercici, Rafael Addiego Bruno i finalment l'1 de març de 1985 el govern va retornar als civils amb l'assumpció de Julio María Sanguinetti com a President.
En un acord per deixar enrere el passat i retornar en pau al sistema democràtic, els partits polítics majoritaris van acordar votar una llei d'amnistia que va extingir tots els delictes comesos a partir de l'1 gener de 1962 en relació amb les accions subversives, però excloent a text exprés els funcionaris policials i militars que haguessin comès delictes relacionats amb la lluita antisubversiva.
La llei 15.848 de la Caducitat de la Pretensió Punitiva d'Estat (popularment coneguda com a "llei d'impunitat" o "llei de caducitat"), que cobria tots els membres de les Forces Armades acusats de violacions als drets humans entre 1973 i 1985, va ser aprovada pel parlament el desembre de 1986. En els anys següents es va dur a terme una campanya de recollida de firmes per impulsar un referèndum amb la intenció de derogar-la. El 16 d'abril de 1989, després que més d'un 25% de la ciutadania uruguaiana habilités amb la seva firma el referèndum, es va dur a terme el mateix, amb un triomf de l'anomenat "vot groc" (pel color de la papereta), que ratificava la llei, amb un marge de 57% contra 43% respecte al "vot verd". El triomf del "vot groc" va significar no derogar la llei de caducitat, i mantenir l'amnistia als delictes comesos durant el govern militar.
En els comicis de novembre de 1989 va resultar electe Luis Alberto Lacalle (del Partit Nacional). El 1994 Sanguinetti va resultar electe per segona vegada i el 1999 va triomfar Jorge Batlle Ibáñez (del Partit Colorado), besnet i renebot de carismàtics presidents del país, en els segles XIX i XX.

## Actualitat

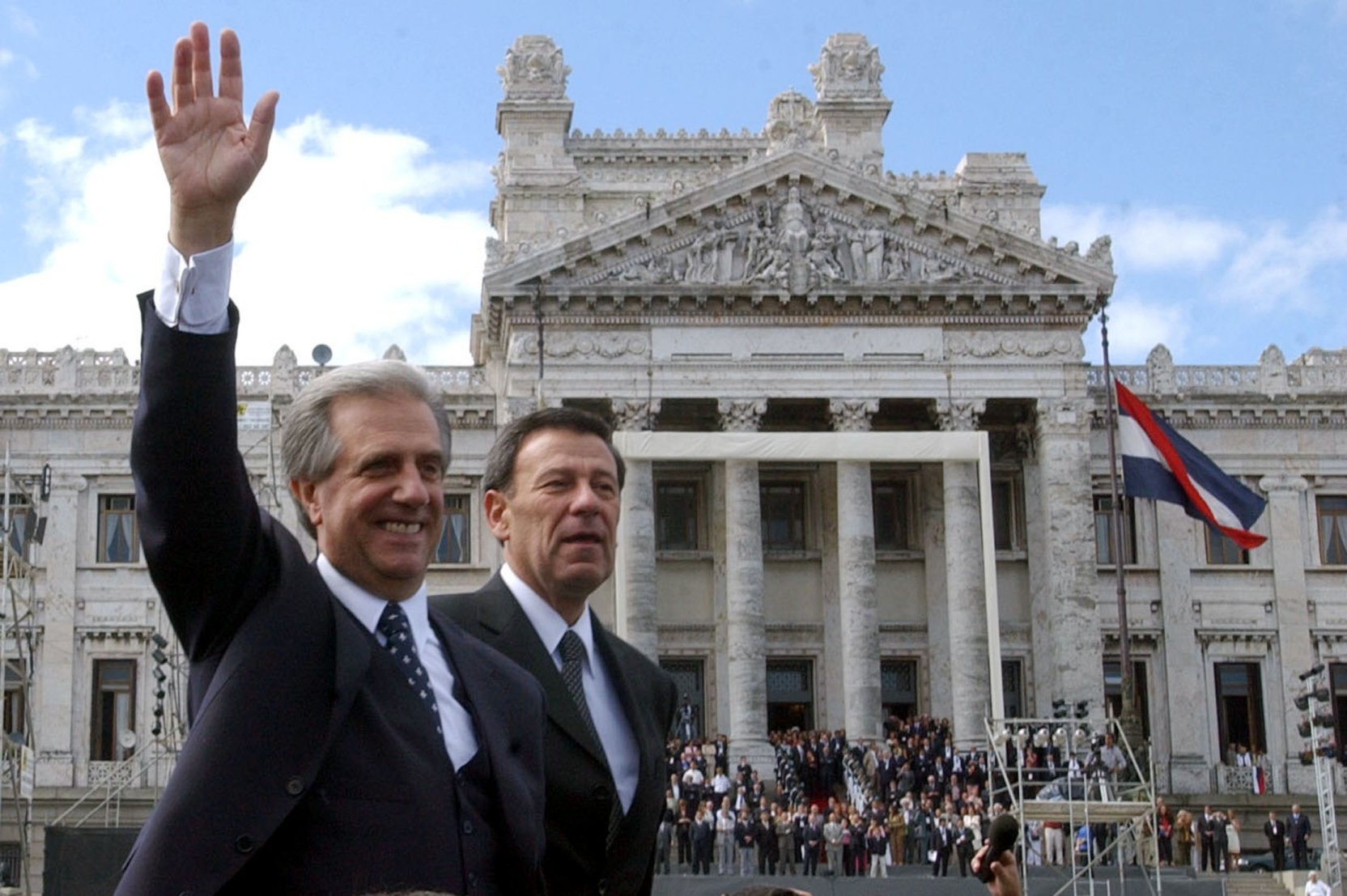
Tabaré Vázquez i l'exvicepresident Rodolfo Nin Novoa.

En les eleccions presidencials del 31 d'octubre de 2004 va resultar electe Tabaré Vázquez, candidat per la coalició d'esquerra Encontre Progressista-Front Ampli-Nova Majoria amb el 50,6% dels vots, assolint la victòria en la primera volta i aconseguint un parlament amb majories absolutes. És la primera vegada en la història del país que un partit polític no tradicional, i de tint socialista, accedeix al Poder Executiu.
En les eleccions municipals realitzades el 8 de maig de 2005, el Partit Nacional va obtenir deu intendències, l'EP-FA-nm en va obtenir vuit, i el Partit Colorado en va obtenir una.